# Kloster Banada

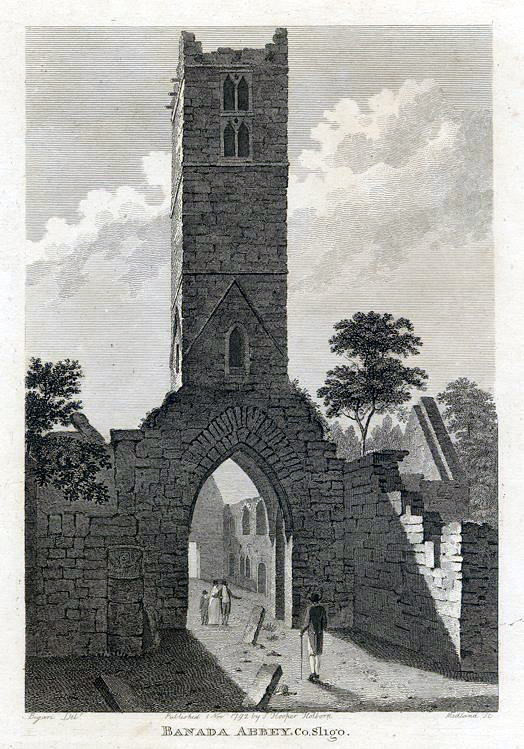
Das Kloster Banada in einer 1793 veröffentlichten Zeichnung von Francis Grose

Das Kloster Banada (irisch Beannada) wurde 1423 als dem Corpus Christi geweihtes Priorat der augustinischen Brüder in der Diözese Achonry gegründet und erlangte besondere Bedeutung als Ausgangspunkt der Observanzbewegung in Irland. Die Gemeinschaft existierte bis in den Anfang des 19. Jahrhunderts zu einer Zeit, als die Kirche bereits verfallen war. Der Besitz fiel 1858 an die 1815 gegründeten Irish Sisters of Charity.

## Geographische Lage
Das Kloster liegt unmittelbar an einer seit mindestens dem 17. Jahrhundert existierenden Brücke über den River Moy. Die Ostseite des Chors erhebt sich auf Grundlage einer anderthalb Meter hohen Befestigung deutlich über das nahe Ufer des Flusses. Es gibt Indizien, die darauf hindeuten, dass sich an dem Ort zuvor eine Mitte des 13. Jahrhunderts von Maurice FitzGerald errichtete Burg mit dem Namen „Sieben Türme von Banada“ befunden haben könnte, aber aus den Überresten ließ sich das bislang nicht bestätigen. Die Umgebung ist einsam, wenig ertragreich und wurde 1460 in einem Bericht als „wüst und leer“ bezeichnet. Weiter stromabwärts, etwa 22 Kilometer nordwestlich in direkter Linie entfernt, befand sich mit Ardnaree ein weiteres Haus der Augustiner, das neben Ballinrobe und dem von den Ballinrobern gegründeten Burriscarra zu den Häusern der Augustiner-Eremiten in Connacht vor der Gründung von Banada gehörte. Heute liegt Banada an einer südlich von Tobercurry an der N17 abgehenden Seitenstraße nach Aclare.

## Geschichte

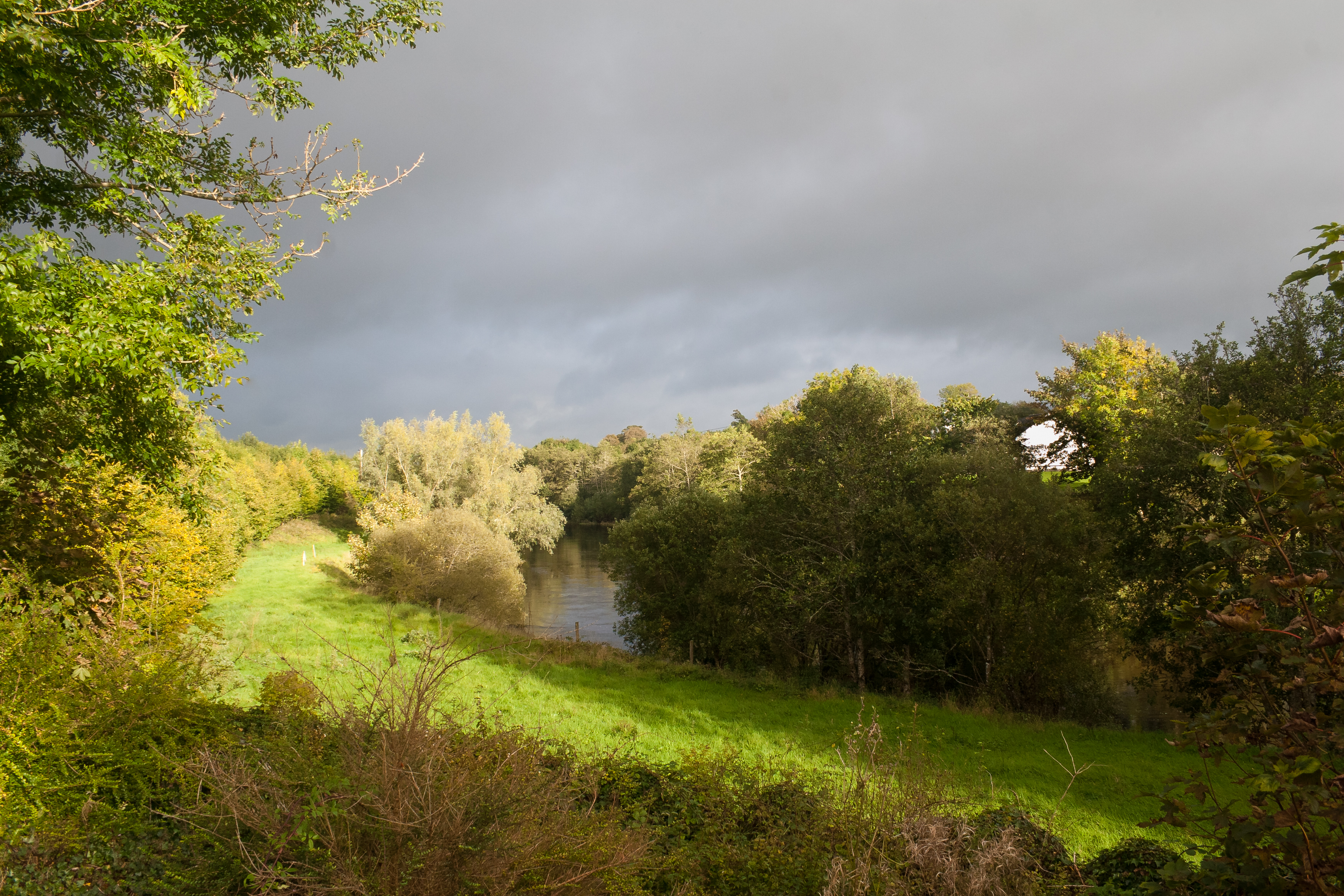
Ausblick auf den River Moy von der Stelle, wo früher der Chor war

Die Einführung der Augustiner-Eremiten in Irland ging von England aus, und bis 1341 erfolgten all die Gründungen in den englischen Siedlungsgebieten in Irland durch Engländer. Deswegen war Irland innerhalb des Ordens nur eine dem Provinzial von England unterstellte Region. Nach dem erfolglosen und im Juli 1399 frühzeitig abgebrochenen Irlandfeldzug Richards II. gewannen die herrschenden irischen Familien mehr Einfluss, und es begann eine Phase der irischen Erneuerung, die auch die Religion einschloss. Um den englischen Einfluss abzuschütteln, lag es entsprechend nahe, sich direkt an Rom zu orientieren und zu wenden, so dass die von dem Generalprior Bartholomaeus de Venezia 1385 in Lecceto begründete und seinen Nachfolgern unterstützte Observantenbewegung sehr attraktiv für die Iren wurde.
Die Initiative zur Gründung ging von einem Augustinerbruder Charles aus, von dem nur der Vorname bekannt ist, der aber wahrscheinlich der Familie O’Hara angehörte. Ihm gelang es am 19. September 1423, von dem Generalprior Agostino Favaroni die Genehmigung für die Gründung des ersten observanten Klosters in Irland einzuholen. Favaroni verfügte dabei, dass andere Augustiner sich dem neuen Kloster anschließen durften, sofern sie Aufnahme finden würden. Und er begrenzte die Vollmacht des für Irland zuständigen Vikar-Provinzials dahingehend, dass dieser niemanden von Banada abziehen dürfe. Am 14. November 1423 folgte die päpstliche Genehmigung durch Martin V., die Charles ausdrücklich erwähnt. Das für die Gründung notwendige Land wurde von Donough O’Hara gestiftet. Der Stifter gab 1439 die Herrschaft an seinen Bruder Cormac ab und trat selbst in das Kloster ein.
Banada wurde dann zur treibenden Kraft der Observantenbewegung in Irland, die zunächst ihren Ausdruck in der Expansion der Augustiner in Connacht fand. Es gibt Indizien, dass die ersten Brüder des nur kurz danach von Walter More de Bermingham gegründeten Klosters Dunmore aus Banada kamen. Im März 1457 reiste Hugh O’Malley, ein Bruder aus Banada, bis nach Neapel, um dort den Generalprior Giuliano Falciglia zu treffen. Die vier von Falciglia ausgegebenen Dekrete gaben Banada und den anderen Häusern in Connacht eine weitreichende Autonomie. So wurden die Häuser in Connacht unter die neu geschaffenen Oberaufsicht eines Rektors gestellt, der die gleichen Vollmachten hatte wie der für Irland zuständige Vikar-Provinzial. Auch wurde das Erbe der verstorbenen Brüder, die nach Banada gewechselt waren, neu geregelt. Während die Güter zuvor noch an das Haus fielen, von dem der Bruder ursprünglich kam, waren diese jetzt zwischen Banada und dem ursprünglichen Haus zu teilen. Wie eine Begutachtung vom Februar 1445 ergab, fehlte in Banada noch viel. So gab es damals noch keinen Kreuzgang, kein Refektorium, keine Sakristei, keinen Kapitelsaal und keinen Glockenturm, und der Bestand an Büchern war noch unzureichend. Auch eine Begutachtung von 1460 konstatierte noch keine wesentliche Verbesserung und stellte fest, dass sogar Nahrungsmittel knapp waren. Schließlich wurde O’Malley selbst zum Vikar-Provinzial ernannt, der in dieser Position die Reformbewegung voranbringen konnte. Auf seine Initiative geht wohl die Gründung von Callan zurück, von wo 1472 zwei Brüder nach Rom reisten, um sich die Genehmigung zum Anschluss an die Observantenbewegung einzuholen.
1460 wurde von einem der Brüder beim Papst eine Beschwerde eingereicht, die beklagt, dass der Prior und einige Brüder, die alle der Familie O’Hara angehörten, dem Kloster gehörende Güter ohne Zustimmung der übrigen Brüder weggaben. 1492 gab der Generalprior Anselmo Massari die Order, dass der Prior unter Androhung der Exkommunikation all die weggegebenen Güter wieder zurückschaffen müsse, die im Kloster lebenden Laien ausweisen solle und bis zum Jahresende vom Amt des Priors zurückzutreten habe. Dessen ungeachtet bestätigte Massari gleichzeitig die zuvor vergebenen Privilegien, die Banada und den anderen Häusern in Connacht eine weitgehende Autonomie von England gewährten.
Aus einem Bericht des Generalpriors aus dem Jahr 1542 ergibt sich, dass zunächst sieben Häuser der Augustiner trotz der Reformation weiter bestanden. Dazu gehörte auch das abgelegene Banada. In einem englischen Regierungsbericht von 1574 heißt es, dass Banada entweder den Rebellen oder den Brüder gehöre und die Krone keinen Zugriff habe.

## Architektur

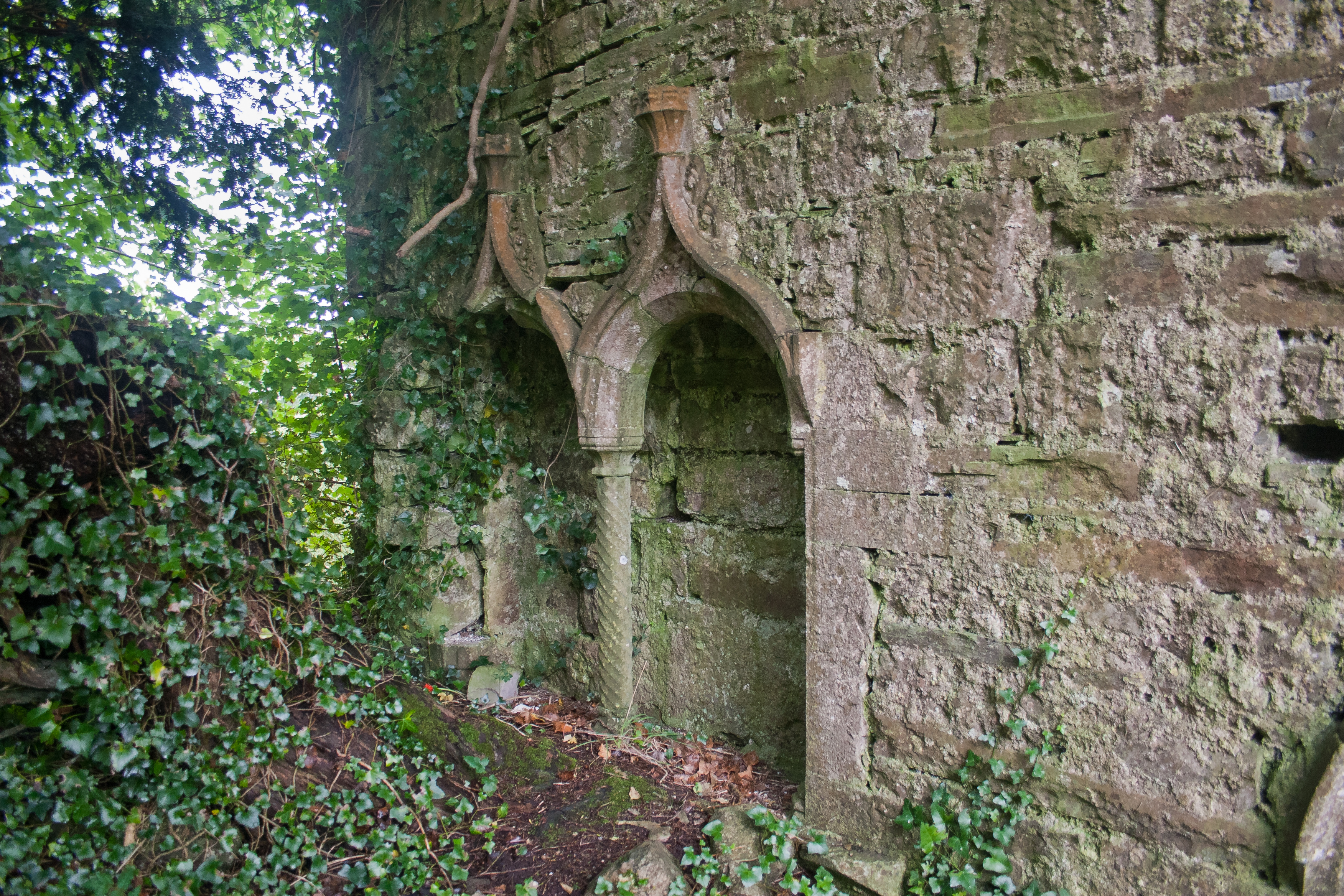
Erhalten gebliebene Sedilien aus dem 15. Jahrhundert auf der südlichen Seite des Chors

Bis 1897 stand noch ein großer Teil des Klosters mit einem intakten Turm, der dann zusammenbrach, so dass nur noch von Efeu überwucherte Überreste des Chors erhalten geblieben sind. Die Nordwand ist abgesehen von einer Skulptur eines Kopfes ohne besondere Merkmale. Auf der Südseite sind zwei Sedilien aus dem 15. Jahrhundert erhalten geblieben, die jeweils durch Kielbögen nach oben abgeschlossen sind und durch einen kleinen Pfeiler getrennt werden, der in Form einer Helix geformt ist.